# Alsodes hugoi
Alsodes hugoi Cuevas and Formas, 2001 è un anfibio anuro appartenente alla famiglia Alsodidae.

## Conservazione
La Lista rossa IUCN classifica Alsodes hugoi come specie vulnerabile.